# Ordes (kommun)
Ordes är en kommun i Spanien. Den ligger i provinsen A Coruña i den autonoma regionen Galicien i nordvästra delen av landet, 500 km väster om huvudstaden Madrid. Antalet invånare är 12 772 (2024). Arean är 157,23 kvadratkilometer.